# Aïeïa d'Aldaal
Aïeïa d'Aldaal est le troisième tome de la série de bande dessinée Le Cycle de Cyann.

## Fiche technique
- Scénaristes : François Bourgeon et Claude Lacroix
- Dessinateur : François Bourgeon
- Année de publication : 2005
- Genre : science-fiction
- Éditeur : Vents d'Ouest
- Nombre de planches : 76 pages – couleur
- (ISBN 2-7493-0218-8)

## Synopsis
À la suite d'une erreur de prononciation lors de l'utilisation d'une porte du réseau du Grand Orbe, Cyann se retrouve sur Aldaal, planète dont les habitants se livrent toute leur vie à une course autour de la planète pour éviter une nuit glaciale qui dure des mois.
Elle y rencontre Aïeïa, une jeune femme dont elle est d'abord l'esclave mais qui va finalement l'aider à tenter de quitter cette planète.